# اوگوسه، سایتاما
اوگوسه، سایتاما (به لاتین: Ogose, Saitama) یک منطقهٔ مسکونی در ژاپن است که در استان سایتاما واقع شده‌است. اوگوسه ۴۰٫۳۹ کیلومترمربع مساحت و ۱۱٬۶۳۸ نفر جمعیت دارد.